# Astrid Hennies (Politikerin)
Astrid Hennies (* 15. März 1968 in Hannover) ist eine deutsche Politikerin (SPD) und Abgeordnete in der Hamburgischen Bürgerschaft.

## Leben
Nach dem Schulbesuch absolvierte Astrid Hennies in den Jahren 1984 bis 1987 in Ronnenberg eine Ausbildung zur Verwaltungsfachangestellten. Anschließend war sie bis 1990 in der Stadtverwaltung Ronnenberg tätig. Seit 1990 arbeitet sie als Verwaltungsfachangestellte im BAföG-Amt des Studierendenwerk Hamburg und ist dort Mitglied des Personalrats.
Hennies ist Mitglied von ver.di und der Arbeiterwohlfahrt und gehört dem Bürgerverein Oldenfelde, dem Verein Sozialwerk Milchkanne im Bürgerverein Oldenfelde, dem Verein Kulturzentrum Bürgerhaus in Meiendorf und dem Verein Stadtteilzentrum Rahlstedt an. Sie wohnt in Hamburg-Rahlstedt.

## Politik
Hennies trat im Jahr 2010 in die SPD ein und war von 2012 bis 2020 stellvertretende Distriktvorsitzende der SPD-Oldenfelde. In den Jahren 2012 bis 2015 war sie Deputierte der Behörde für Inneres und Sport und von 2011 bis 2015 zugewählte Bürgerin im Regionalausschuss Rahlstedt sowie im Ausschuss für Finanzen und Kultur der Bezirksversammlung Wandsbek. In der SPD Hamburg gehört sie den Vorständen der Arbeitsgemeinschaften für Bildung und für Frauen (AsF Wandsbek) an und ist Mitglied der Sozialdemokratischen Gemeinschaft für Kommunalpolitik Hamburg.
Bei den Bürgerschaftswahlen 2015 und 2020 erhielt sie ein Direktmandat im Wahlkreis Rahlstedt. In der im Jahr 2015 gewählten Bürgerschaft gehörte sie dem Ausschuss für Wissenschaft und Gleichstellung, dem Schulausschuss und dem Eingabenausschuss an. In der im Jahr 2020 gewählten Bürgerschaft gehört sie dem Schulausschuss, dem Europaausschuss, dem Wissenschaftsausschuss, dem Haushaltsausschuss, dem Haushaltsunterausschuss Personalwirtschaft und Öffentlicher Dienst sowie dem Parlamentarischen Untersuchungsausschuss „Cum-Ex Steuergeldaffäre“ (bis Anfang 2024) an. Seit 2020 ist Hennies stellvertretende Fachsprecherin für die SPD-Bürgerschaftsfraktion für Schule und Berufsbildung. Seit April 2024 ist sie Vorsitzende des Wissenschaftsausschusses.
Bei der Bürgermeisterwahl in Hüfingen (Baden-Württemberg) erzielte sie im zweiten Wahlgang am 10. Juli 2016 mit 47,1 % der Stimmen den zweiten Platz; gewählt wurde mit 52,5 % Michael Kollmeier (CDU). In Ihringen unterlag sie bei der Bürgermeisterwahl am 22. Oktober 2017 mit 26,1 % der Stimmen dem parteilosen Benedikt Eckerle, der im Ersten Wahlgang mit 58,8 % gewählt wurde.